# 总和生育率

2024年国家和地区生育率地图。

总和生育率（英語：total fertility rate，簡稱），通常简称生育率，反映妇女一生中生育子女的总数。由於嬰兒夭折及疾病等原因，一般来讲在发达国家总和生育率至少要达到2.1，才能達到世代更替水平，不会让人口总数隨着世代更替而下降；而許多國家的財稅、社會及福利制度是建立在生育率更高（人口成長）才能維持的基礎上。
2018年世界的总和生育率约为2.4，生育率与经济发展水平密切相关。現在多數先進國家甚至不少發展中國家的生育率不足2，例如美國約1.8、巴西1.7、德國1.5、烏克蘭1.4、阿爾巴尼亞1.3、日本1.4都低於目標值。台灣、新加坡、香港、澳门等华人国家和地区的总和生育率都低于1.2，属于世界低水平。中国大陸的总和生育率已经降至1.1。
生育率下降是全球趨勢。目前聯合國預測在假定全球生育率從2015-2020年的2.5降到2100年的1.8的狀況下，全球人口將在2084年達到103億人的頂峰，之後開始緩慢下降；而2024年一篇文章指出全球範圍的世代更替水平應為2.27，高於上述已開發國家的2.1；而在考慮全球範圍的世代更替水平應為2.27的狀況下，全球總和生育率可能已低於世代更替水平。此外，有說法指出，雖然很多預測都認為生育率下降會減緩甚至出現反彈，但實際上生育率下降目前並未出現減緩的趨勢。

## 定义和特点

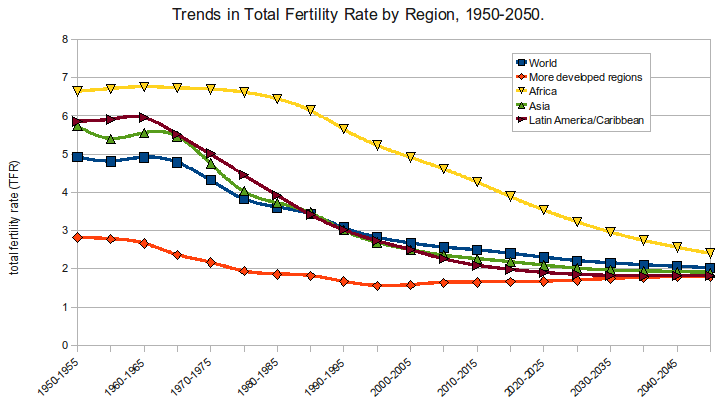
全球各地区总和生育率趋势及预测

总和生育率的计算方法是育龄妇女生育率的总和。在各年龄别生育率不随时间改变的假设下，总和生育率反映妇女一生中生育的子女总数。统计子女总数需要等到育龄结束，从而无法及时反映现有生育状况。相反，总和生育率考虑的是某一时间点各年龄别妇女的生育率，可以及时反映生育状况的变化，是重要的人口指标。育龄一般以15歲至44歲或49歲為準。

### 世代更替水平
世代更替水平是指女性一生中平均生育一个女儿的生育率水平。假设女性在育龄结束之前没有死亡，且新生女婴和男婴数量相同，则世代更替水平应该是2.0。实际上，由于存在育龄结束前死亡的可能性，而且新生女婴数目一般少于男婴，世代更替水平基本总是高于2.0。发达国家的世代更替水平一般是2.1。发展中国家由于死亡率高和男婴数量畸高，其世代更替水平一般介于2.5至3.3之间。
达到世代更替水平是人口维持长期稳定的必要条件。总和生育率长期低于世代更替水平将导致人口以几何级数萎缩。

## 世界生育率

总生育率vs平均国民生产总值的对应国家图表, 2009.只有超过五百万人口的国家才会被标记， 来源:CIA世界概况

发达国家的生育率通常低于发展中国家，如右图所示。
世界平均生育率已经从1950年代的5降低到现在2.5，预计今后会进一步降低。
| 年間      | TFR  |  | 年間      | TFR  |
| --------- | ---- |  | --------- | ---- |
| 1950-1955 | 4.97 |  | 2000-2005 | 2.60 |
| 1955-1960 | 4.91 |  | 2005-2010 | 2.53 |
| 1960-1965 | 5.02 |  | 2010-2015 | 2.50 |
| 1965-1970 | 4.85 |  | 2015-2020 | 2.45 |
| 1970-1975 | 4.44 |  | 2020-2025 | 2.41 |
| 1975-1980 | 3.85 |  | 2025-2030 | 2.37 |
| 1980-1985 | 3.60 |  | 2030-2035 | 2.34 |
| 1985-1990 | 3.45 |  | 2035-2040 | 2.31 |
| 1990-1995 | 3.04 |  | 2040-2045 | 2.27 |
| 1995-2000 | 2.73 |  | 2045-2050 | 2.24 |

## 发展中与发达国家

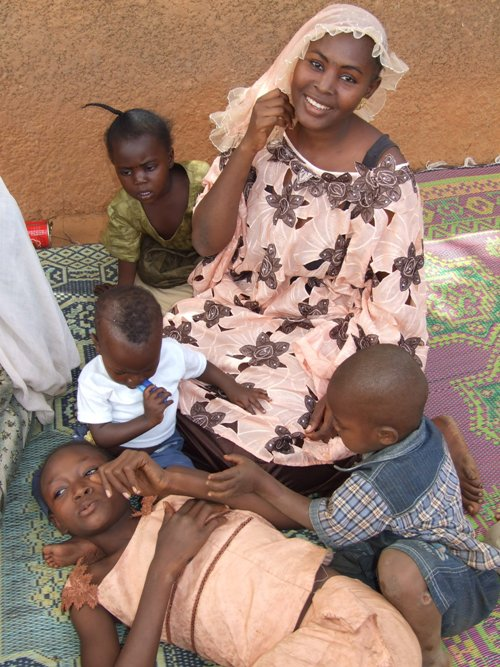
尼日尔是世界上总生育率最高的国家，每名妇女生育6.91个孩子（2021年估计）

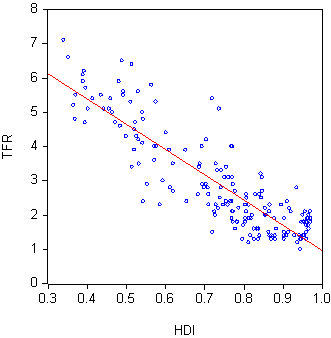
y轴为生育率（TFR），x轴为人类发展指数（HDI）构成的图表，数据来源：2009年人类发展报告（由联合国开发计划署统计）

按人类发展指数绘制的全球地图，指數越高，顏色越深

已開發國家通常有明显较低的生育率，具体每个国家的生育率一般与富裕率、教育、城市化或其他因素相关。在发达国家，死亡率一般比较低，社会对避孕较为理解也较为能够接受，而開發中国家由於教育、衣服、喂养和社会设施成本往往较高，因此避孕措施就成了稍有钱的家庭的选择，例如伊朗，经济加速发展之前，避孕措施得到补贴，而出生率也随之下降。此外，妇女接受高等教育的时间越长，往往生孩子的时间就越晚，但这一点并非总是如此（比如经济合作与发展组织中的政治实体的女性劳工数目的增加与生育率提高呈现正相关）。
在不发达国家中，家庭渴望孩子们的劳动和作为父母年老时的照顾者。由于无法获得避孕药具，且这些国家往往更严格地遵守传统的多生多育理念，女性受教育水平也普遍较低，女性的就业率也较低，因此生育率也较高。